# AS50
Das Accuracy International AS50 ist ein Selbstlade-Scharfschützengewehr des Herstellers Accuracy International im Kaliber 12,7 × 99 mm NATO.

## Überblick
Das AS50 wurde von Accuracy International gemeinsam mit dem US Naval Surface Warfare Center entwickelt und sollte ursprünglich bei den SEALs eingeführt werden. Der halbautomatische Gasdrucklader mit Mündungsbremse wird von den britischen Streitkräften als Anti-materiel rifle und zur Bekämpfung gegnerischer Scharfschützen auf Entfernungen über 1000 Metern eingesetzt. Verwendet werden vor allem panzerbrechende Munition und Vollmantel-Weichkerngeschosse.
Das Gewehr wiegt mit einem 5-Schuss-Magazin und montiertem Zielfernrohr 14,1 kg. Zur Stabilisierung befindet sich an der Waffe ein klappbares Zweibein und eine zusätzliche Stütze unter der Schulterstütze.